# Izrael az 1964. évi nyári olimpiai játékokon
Izrael a japán Tokióban megrendezett 1964. évi nyári olimpiai játékok egyik részt vevő nemzete volt. Az országot az olimpián 3 sportágban 10 sportoló képviselte, akik érmet nem szereztek.

## Atlétika
Férfi
| Versenyző    | Versenyszám | Előfutam | Előfutam | Előfutam | Negyeddöntő | Negyeddöntő | Negyeddöntő | Elődöntő | Elődöntő | Elődöntő | Döntő   | Döntő    |
| Versenyző    | Versenyszám | Idő      | Hely.    | Össz.    | Idő         | Hely.       | Össz.       | Idő      | Hely.    | Össz.    | Idő     | Helyezés |
| ------------ | ----------- | -------- | -------- | -------- | ----------- | ----------- | ----------- | -------- | -------- | -------- | ------- | -------- |
| Levi Psavkin | 100 m       | 11,13    | 7.       | 64.*     | kiesett     | kiesett     | kiesett     | kiesett  | kiesett  | kiesett  | kiesett | kiesett  |
| Amos Gilad   | 800 m       | kizárták | kizárták | kizárták |             |             |             | kiesett  | kiesett  | kiesett  | kiesett | kiesett  |

| Versenyző    | Versenyszám   | Selejtező | Selejtező | Döntő    | Döntő    |
| Versenyző    | Versenyszám   | Eredmény  | Helyezés  | Eredmény | Helyezés |
| ------------ | ------------- | --------- | --------- | -------- | -------- |
| Gideon Ariel | Diszkoszvetés | 46,12 m   | 26.       | kiesett  | kiesett  |

Női
| Versenyző        | Versenyszám | Előfutam | Előfutam | Előfutam | Negyeddöntő | Negyeddöntő | Negyeddöntő | Elődöntő | Elődöntő | Elődöntő | Döntő   | Döntő    |
| Versenyző        | Versenyszám | Idő      | Hely.    | Össz.    | Idő         | Hely.       | Össz.       | Idő      | Hely.    | Össz.    | Idő     | Helyezés |
| ---------------- | ----------- | -------- | -------- | -------- | ----------- | ----------- | ----------- | -------- | -------- | -------- | ------- | -------- |
| Miriam Sidranski | 100 m       | 12,16    | 6.       | 34.      | kiesett     | kiesett     | kiesett     | kiesett  | kiesett  | kiesett  | kiesett | kiesett  |
| Miriam Sidranski | 200 m       | 24,68    | 4.       | 21.      |             |             |             | kiesett  | kiesett  | kiesett  | kiesett | kiesett  |

| Versenyző      | Versenyszám | Selejtező | Selejtező | Döntő    | Döntő    |
| Versenyző      | Versenyszám | Eredmény  | Helyezés  | Eredmény | Helyezés |
| -------------- | ----------- | --------- | --------- | -------- | -------- |
| Michal Lamdani | Magasugrás  | 165 cm    | 19.       | kiesett  | kiesett  |

* - egy másik versenyzővel azonos időt/eredményt ért el

## Sportlövészet
Férfi
| Versenyző      | Versenyszám           | Pont | Helyezés |
| -------------- | --------------------- | ---- | -------- |
| Nehemia Sirkis | Sportpuska, fekvő     | 584  | 47.      |
| Hannan Crystal | Sportpuska, fekvő     | 579  | 63.      |
| Hannan Crystal | Sportpuska, összetett | 1103 | 36.      |
| Maksim Kahan   | Trap                  | 170  | 47.      |

## Úszás
Férfi
| Versenyző       | Versenyszám    | Előfutam | Előfutam | Előfutam | Elődöntő | Elődöntő | Elődöntő | Döntő   | Döntő    |
| Versenyző       | Versenyszám    | Idő      | Hely.    | Össz.    | Idő      | Hely.    | Össz.    | Idő     | Helyezés |
| --------------- | -------------- | -------- | -------- | -------- | -------- | -------- | -------- | ------- | -------- |
| Gershon Shefa   | 200 m mell     | 2:40,6   | 5.       | 19.      | kiesett  | kiesett  | kiesett  | kiesett | kiesett  |
| Gershon Shefa   | 400 m vegyes   | 5:11,2   | 7.       | 20.      |          |          |          | kiesett | kiesett  |
| Avraham Melamed | 200 m pillangó | 2:20,7   | 5.       | 23.      | kiesett  | kiesett  | kiesett  | kiesett | kiesett  |